# Notes on the Popular Arts
Notes on the Popular Arts ist ein US-amerikanischer Kurzfilm von 1978 unter der Regie von Elaine Bass und Saul Bass. Der von Saul Bass produzierte Film erhielt eine Oscarnominierung.

## Inhalt
Episodenhaft beleuchten Saul Bass und Elaine Bass anhand eines Mannes die Welt derer, die täglich Fernsehen konsumieren, ins Kino gehen, Musik hören, Comics anschauen oder Bücher lesen, oder sich mit anderen Printmedien befassen und oft in einer ganz eigenen Welt leben oder sich hinwegträumen, dorthin, wo sie glauben, dass es ihnen besser gehe oder es aufregender und amüsanter sei. Ironie, Parodie und Satire werden im Film ebenso genutzt wie Lyrik oder Witz. Gezeigt wird, wie die populären Künste als Vehikel für Selbstprojektion genutzt oder mit eigenen Erfahrungen vermischt werden oder auch einfach nur dazu dienen, den eigenen Fantasievorstellungen nachzuhängen, um so die Schwierigkeiten des wirklichen Lebens auszuklammern. Eskapismus wird in dieser Welt groß geschrieben; wodurch sowohl affektive Bedürfnisse als auch kognitive Bedürfnisse gestillt werden können.

## Produktion, Veröffentlichung
Der von Saul Bass Films und Warner Bros. produzierte Film wurde von Pyramid Films vertrieben.
Der Film wurde im Oktober 1978 auf dem Chicago International Film Festival in den USA vorgestellt. Am 30. Januar 1982 lief er unter dem Titel Anteckningar om de populära konsterna auf dem Götebourg Film Festival in Schweden.

## Auszeichnung
Oscarverleihung 1978: Oscarnominierung mit und für Saul Bass mit dem Film in der Kategorie „Bester Kurzfilm“